# Красноглинный (Оренбургская область)
Красноглинный — посёлок в Новосергиевском районе Оренбургской области. Входит в состав Ясногорского сельсовета.

## История
В 1966 г. Указом Президиума ВС РСФСР поселок отделения № 4  совхоза имени Электрозавода переименован в Красноглинный.

## Население
| 2010 |
| ---- |
| 43   |